# 柴玺
柴玺（1953年5月—），男，生于北京，祖籍河北定县，中华人民共和国政治人物、外交官。

## 生平
1976年，毕业于北京外国语学院英语系，进入孟加拉国达卡大学现代语言学院学习孟加拉语。1979年，进入中华人民共和国外交部工作，先后在外交部亚洲司、驻孟加拉国大使馆任职。1997年，任驻孟加拉国大使馆参赞。1999年，任驻泰国大使馆参赞。2001年，任外交部亚洲司参赞。2002年，挂职云南省红河哈尼族彝族自治州州委副书记。2003年10月，出任中华人民共和国驻孟加拉国大使。2007年4月，出任中华人民共和国驻马耳他大使。2009年7月，任世博会中方代表团长。2010年7月，出任中华人民共和国驻马来西亚大使。2013年12月，自驻马来西亚大使离任。

## 家庭
已婚，有一女。